# 新西兰功绩勋章
新西兰功绩勋章，是新西兰皇家荣誉制度中的功绩勋章，由新西兰女王伊丽莎白二世于1996年5月30日创建，在荣誉体系中低于新西兰勋章。